# Aeroportul Qualicum Beach
Aeroportul Qualicum Beach (IATA: XQU) este un aeroport din Columbia Britanică, Canada. A fost deschis în 1954.
Situat la o altitudine de 58 m, aeroportul dispune de o singură pistă.